# Nicolauskerk
De Nicolauskerk (ook wel Oostkerk) is een protestants kerkgebouw in de Zeeuwse plaats Wolphaartsdijk, gemeente Goes. Het gebouw is in 1861 gebouwd en sinds 24 mei 1976 ingeschreven in het monumentenregister.

## Geschiedenis
In het jaar 1370 werd er voor het eerst een kerk voor Wolphaartsdijk gebouwd. In 1578 werd een groot deel van de kerk vernietigd tijdens de Beeldenstorm, zowel de beelden als het gebouw raakten beschadigd.
In februari 1846 heeft men besloten om een orgel te laten bouwen voor de kerk. Besloten werd om niet een nieuw orgel te bouwen maar om het reeds bestaande Friedrichs-orgel uit de Oude Kerk van Zeist over te nemen voor een bedrag van 1.240 gulden. Tijdens de bouw van de huidige Nicolauskerk werd het orgel in een opslag geplaatst. Na plaatsing in de nieuwe kerk werd de orgelkas vergroot.
Na de Watersnood van 1953 werd de kerk gerestaureerd met behulp van het Rampenfonds. De restauratie werd in 1967 afgerond.

## Exterieur
De portiek is in het midden van de voorgevel geplaatst, in een diepe nis onder de slanke toren. De toren is in 1996 en in 2012 gerestaureerd. Bij de laatste restauratie werd hout-, lood- en schilderwerk gerestaureerd.

## Interieur
Onder de huidige vloer ligt nog de zerkenvloer van de vorige kerk. De oude vloer werd bij de nieuwbouw in 1860 ongemoeid gelaten.
Op de eerste verdieping is een verdieping met elf loges geplaatst. In een nis aan de ingangszijde is de preekstoel uit 1867 geplaatst. In 1904 werd door  de firma L. van Dam & Zonen een nieuw orgel geplaatst. Het oude Friedrichs-orgel werd overgeplaatst naar de Hervormde kerk van Boven-Hardinxveld. In 1971 werden de houten prestant 8' pijpen vervangen door metalen. In 1997 werd het orgelfront verbreed.